# Kohuana
Kohuana —también conocidos como kahwan, kaxwaan, coana, cajuenche, cutganes— fue una tribu yumana que habitaba la región de la parte baja del Río Colorado entre los estados de California y Arizona. Entre las tribus con las que compartían territorios y establecían alianzas se encuentran: maricopa (xalychidom piipaash ), cocomaricopa (kavelychidom piipaash), halyikwamai, halchidhoma y además, mantenían una estrecha relación con la tribu cucapah, lo que refleja la importancia de las interacciones intertribales en su entorno.

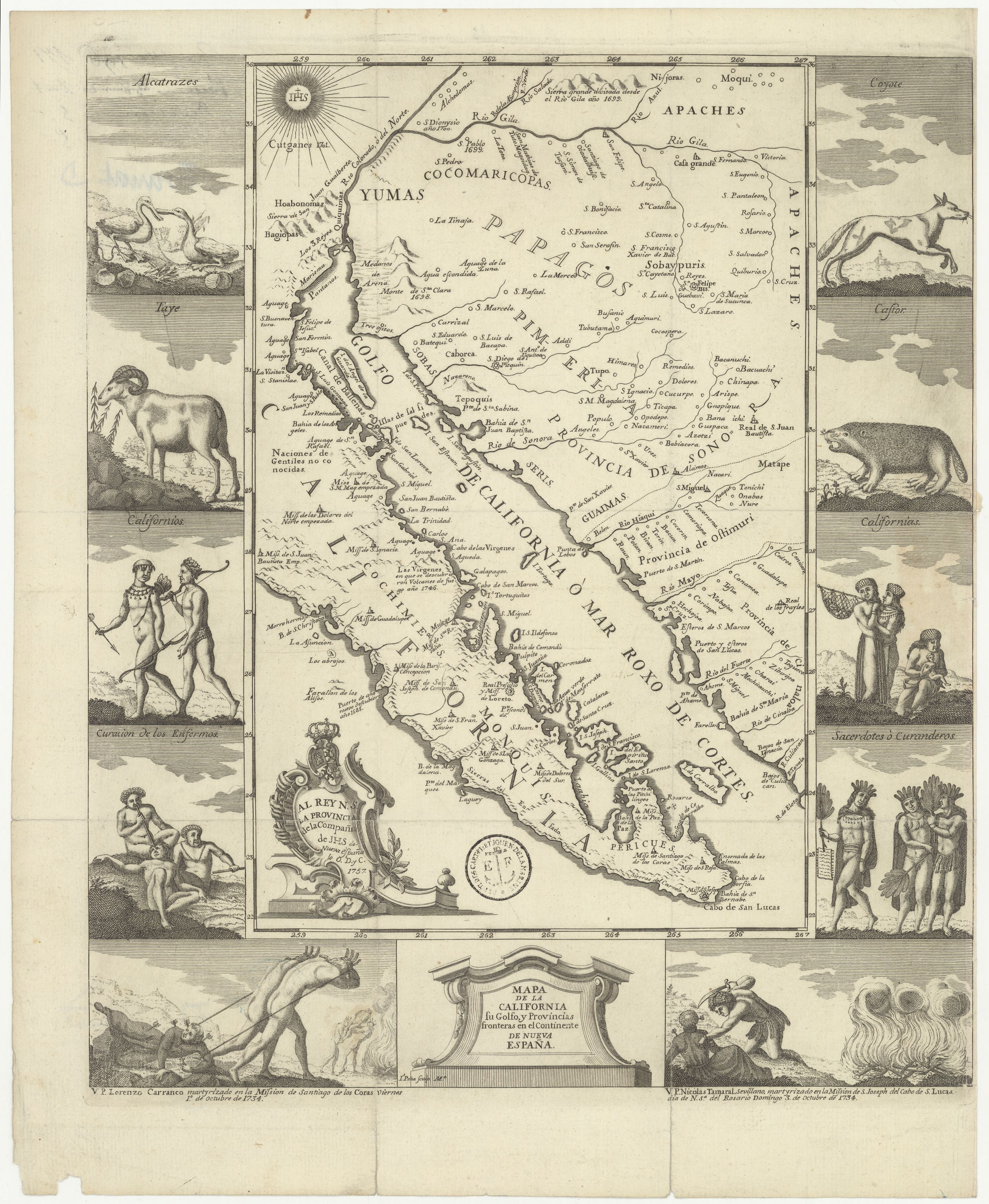
En el Mapa de la California su Golfo y Provincias fronteras en el Continente de Nueva España se mencionan como cutganes.

A lo largo del tiempo, los grupos étnicos de la región experimentaron cambios en su asentamiento y migración hacia otras áreas. Los kohuana abandonaron gradualmente la parte baja del río Colorado y se establecieron a lo largo de los ríos Gila y Salt, cerca de Phoenix, Arizona. Durante este proceso de reubicación, algunos de los miembros de los grupos étnicos se casaron y asimilaron, contribuyendo a la formación de una identidad más unificada dentro del pueblo Maricopa, al cual los kohuana se integraron con el tiempo.

## Historia
La tribu kohuana es la misma que en 1540, Fernando de Alarcón nombró como coana. Posteriormente, en 1604 fueron visitados por Juan de Oñate y la documentó comotribu cohuana o coguana, localizándola en nueve pueblos por encima de los halyikwamai. Por otro lado, Kino se refiere a ellos como cutgane. En 1776, Francisco Garcés, hace mención de ellos indicando que son un pueblo numeroso que vive en enemistad con la tribu cucapah y los llamó cajuenche, ubicándolos tal como Oñate mencionó, al norte de los halyikwamai pero por debajo de los yuma, y estimó que había 3000 de ellos.
En la segunda mitad del siglo 18, esta tribu se asentó en la orilla este del río Colorado, un poco más abajo que la desembocadura del río Gila en Arizona, y en California. Históricamente, al ser más débiles que los mojave y yuma, fueron expuestos a sus persecuciones y masacres. Esto los llevó a frecuentes migraciones arriba y abajo del río Colorado. En 1823, el padre Caballero los encuentra alrededor del río Gila. En 1828, estaban en el norte de Sonora, donde permanecieron hasta alrededor de 1840 cuando emigraron nuevamente a lo largo del Gila y se unieron a Maricopa.

## Población
Según Mooney, en 1680 se estima que había alrededor de 3,000 kohuanes. Para 1855, Bartlett encontró 10 kohuanes entre los maricopa. Uno de los corresponsales de Alfred Kroeber perteneciente a la tribu mojave le informó de 36 kohuanes vivían en su tribu. De acuerdo con los cálculos de la base de datos histórica de nativos americanos (NAHDB, por sus siglas en inglés), para el año 1900 la población había disminuido a unos cincuenta individuos adicionales. Sin embargo, después de esa fecha, ya no se les mencionó como una tribu separada y desde 1900 se considera que están extintos.

## Idioma kaxwaan
El idioma kaxwaan, fue parte de la rama lingüística yumana y se clasifica como un dialecto dentro del grupo Delta-California. Aunque la información lingüística disponible es limitada, se sabe que el kaxwaan compartía similitudes léxicas con el idioma cucapá y el idioma maricopa (piipaash), lo que sugiere una estrecha relación lingüística entre los tres dialectos.
Las primeras referencias lingüísticas del kaxwaan provienen de dos listas de palabras cortas recopiladas en la década de 1920. Edward H. Davis, un fotógrafo sin formación lingüística, recopiló una lista de 50 palabras de una mujer kaxwaan nacida en la comunidad maricopa. Además, Alfred L. Kroeber recolectó una lista más extensa de 220 palabras de una anciana kaxwaan nacida en la migración. Sin embargo, solo se publicó una parte de esta lista en el análisis clasificatorio de Kroeber.
A pesar de la escasez de recursos lingüísticos, se estima que el idioma kaxwaan se mantuvo activo hasta aproximadamente 1930, aunque en la actualidad se considera inactivo. La preservación y el estudio de esta lengua se presentan como desafíos importantes para comprender la rica historia y cultura de la tribu kohuana. Su legado y su contribución a la diversidad cultural de la región continúan siendo temas de interés para los investigadores y académicos.